# Home on the Range

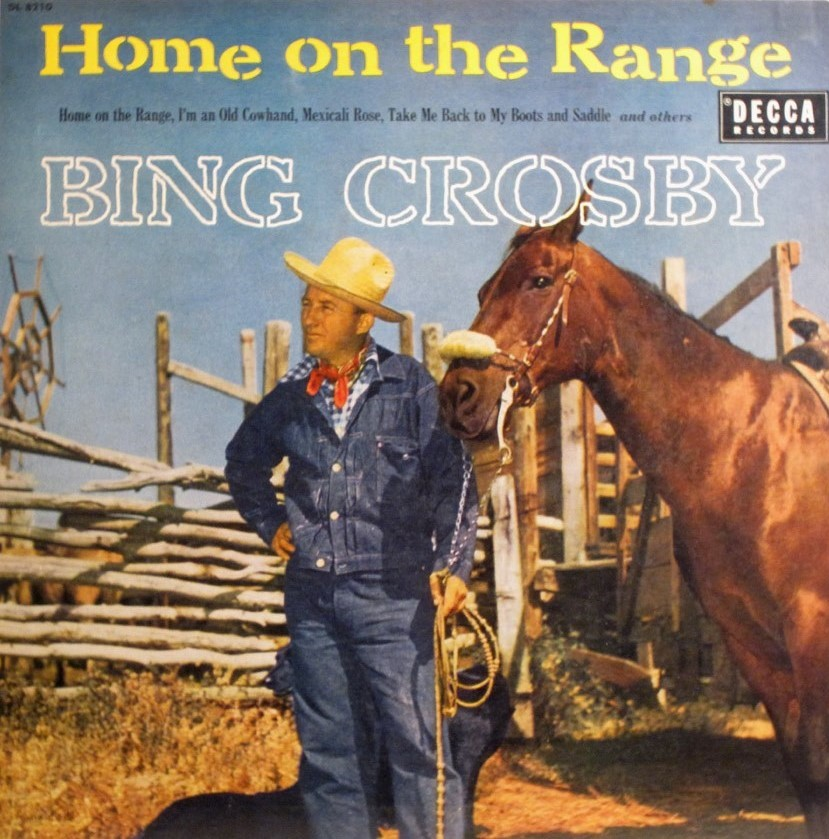
Capa da canção Home on The Range, 1956

Home on the Range é uma canção de música country e hino do estado norte-americano do Kansas.